# Onthophagus ocellatopunctatus
Onthophagus ocellatopunctatus là một loài bọ cánh cứng trong họ Bọ hung (Scarabaeidae).